# Msida Saint Joseph Football Club
El Msida Saint-Joseph FC es un equipo de fútbol de Malta que juega en la Maltese National Amateur League, la tercera liga de fútbol más importante del país.

## Historia
Fue fundado en el año 1906 en la ciudad de Msida, aunque su primer partido oficial lo jugaron el 7 de noviembre de 1908 ante el Lyceum FT con derrota de 0-4.
En 1910 ingresaron a su primer torneo organizado por la Asociación de Fútbol de Malta, la Copa Junior, en la cual fueron eliminados en las semifinales por el Valletta FC por 0-4 y eso que el Valletta jugó con suplentes en vista de que el Msida era menospreciado por uno de los equipos más fuertes de Malta. Luego de eso, el Msida desapareció de las competiciones nacionales.
El 13 de octubre de 1910, el club hizo su primera aparición en la Liga, en la cual enfrentaron al Boys EL en su debut, con victoria de 3-2.
Para la década de los años 1920, el club fue el que alcanzó los máximos honores entre los equipso de Msida, ganando el título de Segunda División en 1929/30, Cuarta División en 1934/35 y Tercera División en 1935/36 y ganaron la Copa Amateur luego de vencer 1-0 al Melita FC en tiempo extra.
Lograron el ascenso a la máxima categoría en la temporada 1966/67 por primera vez en su historia, aunque descendieron en esa misma temporada. Retornaron en la temporada 1974/75, aunque en esta ocasión su estancia en ella fue mayor, ya que descendieron en la temporada 1978/79.
Pasaron 22 años para que el club retornara a la máxima categoría, pero esta vez a la Premier League de Malta, destacando en la temporada 2004/05, en la cual llegaron a la final de la Copa FA de Malta, la cual perdieron ante el Birkirkara FC 1-2 y descendieron en la temporada 2007/08 sin antes propiciar la mayor victoria en su historia en la máxima categoría, vencido 7-0 al Pièta Hotspurs FC.

## Palmarés
- Primera División de Malta: 1

2003-04
- Segunda División de Malta: 3

1929-30, 1966–67, 1968-69, 2001–02
- Tercera División de Malta: 3

1935-36, 1965–66, 2000–01
- Tercera División Sección B: 4

1944-45, 1947–48, 1963–64, 1965–66
- Cuarta División de Malta: 1

1934-35
- Division Two Cup: 1

1968-69
- Copa Amateur de Malta: 1

1935-36
- Daily Malta Chronicle Cup: 1

1912

## Jugadores

### Jugadores destacados
- Nicholas Saliba[4]

## Exentrenadores
- Joe Grech (2001-04)[5]